# Comité olympique et sportif des îles Comores
Le Comité olympique et sportif des îles Comores (COSIC) est le représentant national du Comité international olympique (CIO) ainsi que le fédérateur des fédérations sportives comoriennes. La mission du COSIC est notamment d'engager et de diriger les délégations sportives comoriennes dans les différentes éditions des Jeux olympiques.
Le COSIC est considéré par décret no 79-041 du 4 juillet 1979 comme d'« utilité publique ». Le comité est reconnu par le Comité international olympique depuis 1993.